# دنیای مجازی
دنیای مجازی و یا انبوه چند نفره برخط جهان یک محیط شبیه‌سازی شده و مبتنی بر رایانه است که از جمعیتی از کاربران تشکیل شده‌است که برای خود آواتار (اینترنت) ساخته‌اند، به‌طور همزمان یا مستقل از هم به کاوش در دنیای مجازی می‌پردازند، با همدیگر ارتباط برقر می‌کنند، .... این اصطلاح تا حد زیادی مترادف با محیط‌های مجازی سه بعدی تعاملی است که در آن کاربران به شکل آواتار برای یکدیگر قابل مشاهده‌اند.

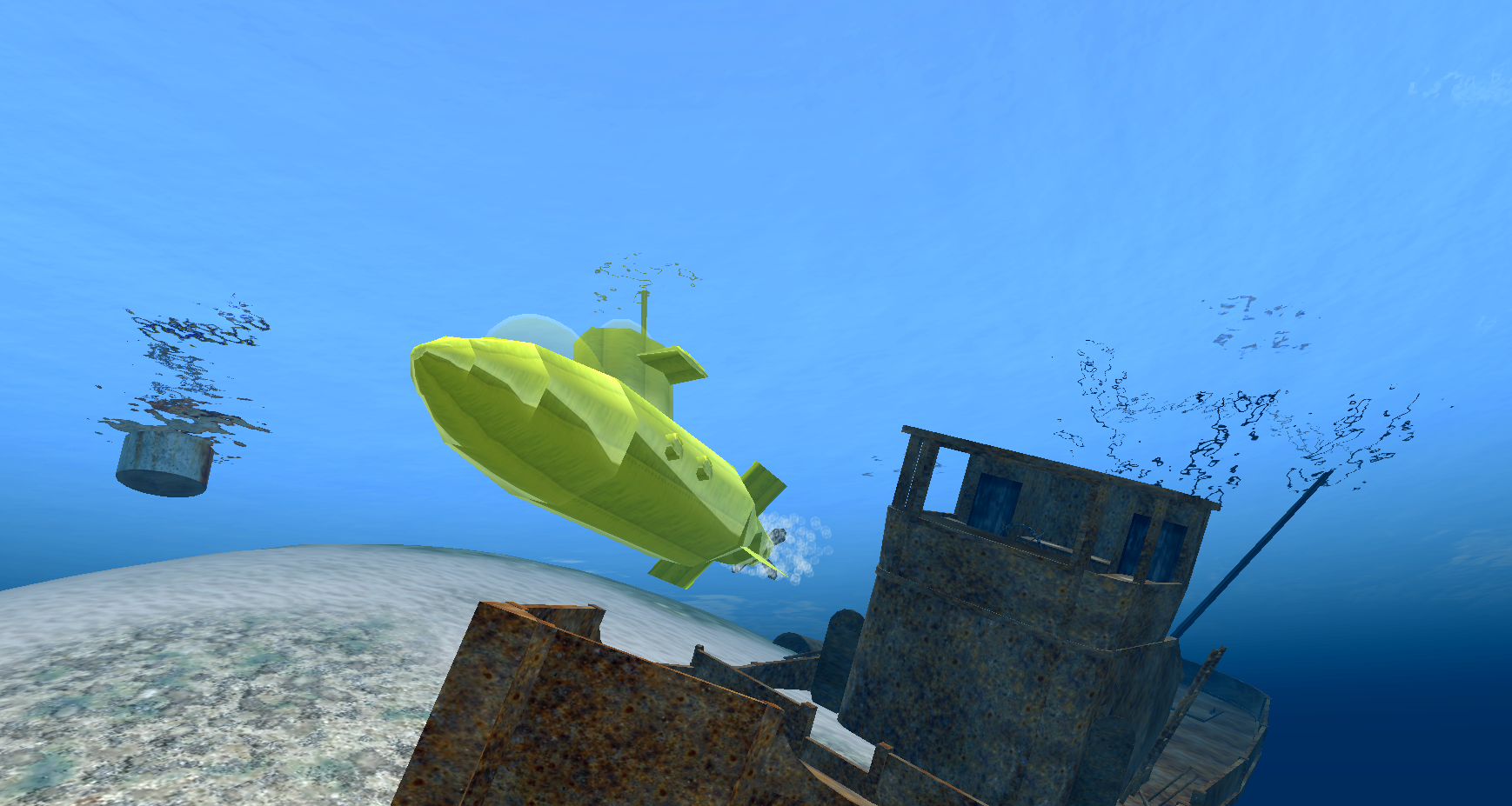
یک زیردریایی ساخته شده در زندگی دوم

## فناوری دنیای مجازی
دنیای مجازی به فضایی اشاره دارد که در آن کاربران می‌توانند به‌صورت دیجیتال تعامل کنند. این فضاها معمولاً با استفاده از فناوری‌های نوین مانند واقعیت مجازی (VR)، واقعیت افزوده (AR)، و وب 3.0 توسعه یافته و به کاربران این امکان را می‌دهند تا تجربیات متفاوتی از آنچه در دنیای واقعی دارند، در این فضاها ایجاد کنند.
دنیای مجازی از اواخر قرن بیستم با پیدایش بازی‌های آنلاین چند نفره مانند Second Life و World of Warcraft آغاز شد. در این دوره، کاربران به تدریج شروع به ایجاد هویت‌های دیجیتالی کردند و امکان تعامل با سایر کاربران در محیط‌های مجازی برای اولین بار در مقیاس گسترده فراهم شد.

## کاربردهای دنیای مجازی

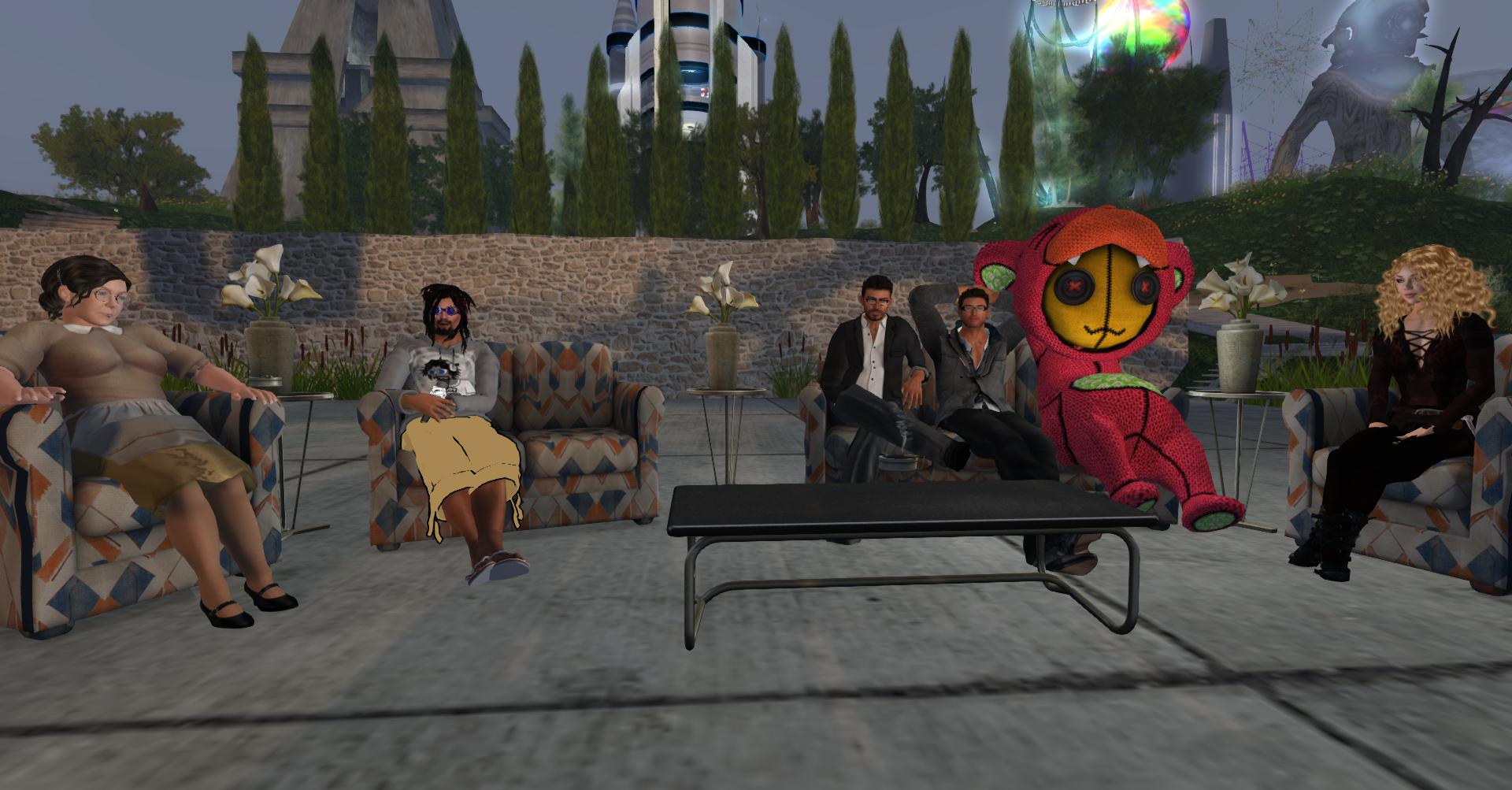
شخصیت های کارتونی و مجازی در کنار یکدیگر

دنیای مجازی امروزه در حوزه‌های مختلفی مورد استفاده قرار می‌گیرد. از جمله این حوزه‌ها می‌توان به آموزش، سرگرمی، تجارت، و حتی مراقبت‌های بهداشتی اشاره کرد. سازمان‌ها و نهادهای مختلف از دنیای مجازی برای شبیه‌سازی‌های آموزشی، ایجاد تعاملات اجتماعی در محیط‌های دوردست، و حتی برگزاری جلسات و گردهمایی‌های مجازی استفاده می‌کنند.
یکی از برجسته‌ترین تحولات اخیر در این زمینه، ظهور متاورس است که ترکیبی از فناوری‌های نوین مانند واقعیت مجازی، واقعیت افزوده، و وب 3.0 است. این فضاها به کاربران اجازه می‌دهند تا دارایی‌های دیجیتال مانند NFT‌ها را ایجاد و مدیریت کنند و به‌صورت مستقیم در فعالیت‌های اقتصادی و اجتماعی مشارکت کنند.

## دنیای مجازی در ایران
در ایران، دنیای مجازی نیز با سرعت در حال رشد است. پروژه‌های متعددی در این زمینه اجرا شده‌اند که به کاربران امکان ایجاد تعاملات اجتماعی و کسب‌وکارهای دیجیتال را می‌دهند. به عنوان نمونه، یکی از پروژه‌های جدید که در این راستا توسعه یافته است، به‌طور خاص بر ایجاد فضای سه‌بعدی و تعاملی برای کاربران ایرانی تمرکز دارد. این پروژه با بهره‌گیری از فناوری‌های جدید و مشارکت توسعه‌دهندگان داخلی، به‌دنبال ارائه تجربیات نوین در دنیای مجازی است.

## آینده دنیای مجازی
با گسترش فناوری‌های مرتبط، پیش‌بینی می‌شود که دنیای مجازی در سال‌های آینده به یکی از مهم‌ترین محیط‌های اقتصادی و اجتماعی تبدیل شود. امکاناتی مانند آموزش آنلاین، خرید و فروش دارایی‌های دیجیتال، و ارتباطات بدون مرز می‌تواند دنیای مجازی را به یک فضای ضروری برای تعاملات روزمره تبدیل کند. پروژه‌های متنوع در سراسر جهان، از جمله پروزه های سند باکس،دیسنترالند،متاورس رنگ در تلاش هستند تا این فضاها را بهینه‌سازی کرده و تجربه کاربری را به سطح بالاتری ارتقا دهند.